# Брин-Келли-Ди

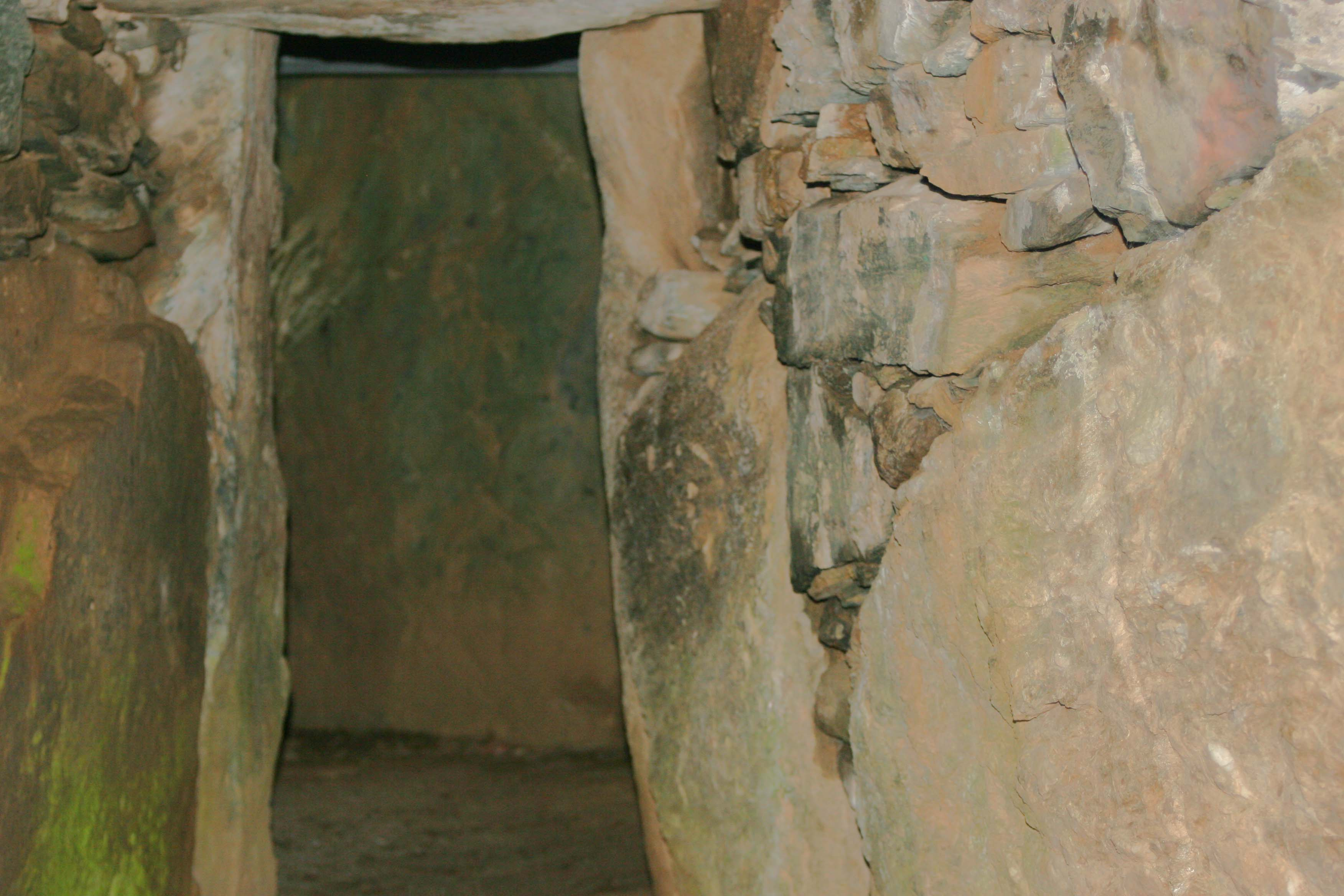
Брин-Келли-Ди — вид изнутри

Брин-Келли-Ди, валл. Bryn Celli Ddu, букв. «холм в тёмной (или священной) роще» — доисторический археологический памятник в Уэльсе на острове Англси. Был разграблен в 1699 году. Археологические раскопки проводились в 1928—1929 годах.

В период неолита были сооружены каменный круг (кромлех) и хендж. В окрестностях обнаружены останки сожжённого органического материала, среди которого имелась человеческая ушная кость.
В начале бронзового века камни были удалены, и тогда же в центре была сооружена коридорная гробница. В погребальной камере находился резной камень с плетёным змееобразным рисунком. Позднее камень перенесли в Национальный музей Уэльса и заменили копией, которую поставили снаружи гробницы. Земляной курган, насыпанный над могилой, был (вос)создан в XX веке; оригинальный курган имел, вероятно, более крупный размер.
Археолог Норман Локьер, опубликовавший в 1906 г. первое исследование по мегалитической астрономии, считал, что Брин-Келли-Ди был ориентирован по дате летнего солнцестояния. Эта гипотеза не была принята современниками, однако подтверждена недавним исследованием[когда?] Стива Барроу из Национального музея Уэльса. Таким образом, Брин-Келли-Ди оказывается в одном ряду с такими памятниками, как Мейсхау и Ньюгрейндж, которые были ориентированы по зимнему солнцестоянию.
Рядом с памятником обнаружен ряд из пяти вкопанных почти вровень с землёй камней. Радиоуглеродный анализ показал, что они были выполнены намного ранее, чем гробница — в эпоху мезолита (Pitts, 2006).
Полноценные раскопки удалось провести лишь в 2015-2017 гг. Ученые выяснили, что курган отличался масштабом, сопоставимым со Стоунхенджем. Кроме того, ученые обнаружили более десятка образцов наскальной живописи, а также различные инструменты из кремния. Данные радара показали, что под землей находится целая сеть захоронений. В течение одной тысячи лет Брин-Келли-Ди служил как ритуальным, так и погребальным местом (некоторые погребальные камеры были сооружены специально для проведения ритуалов в день летнего солнцестояния, солнечный свет проникал в них только в этот день).

## Галерея изображений

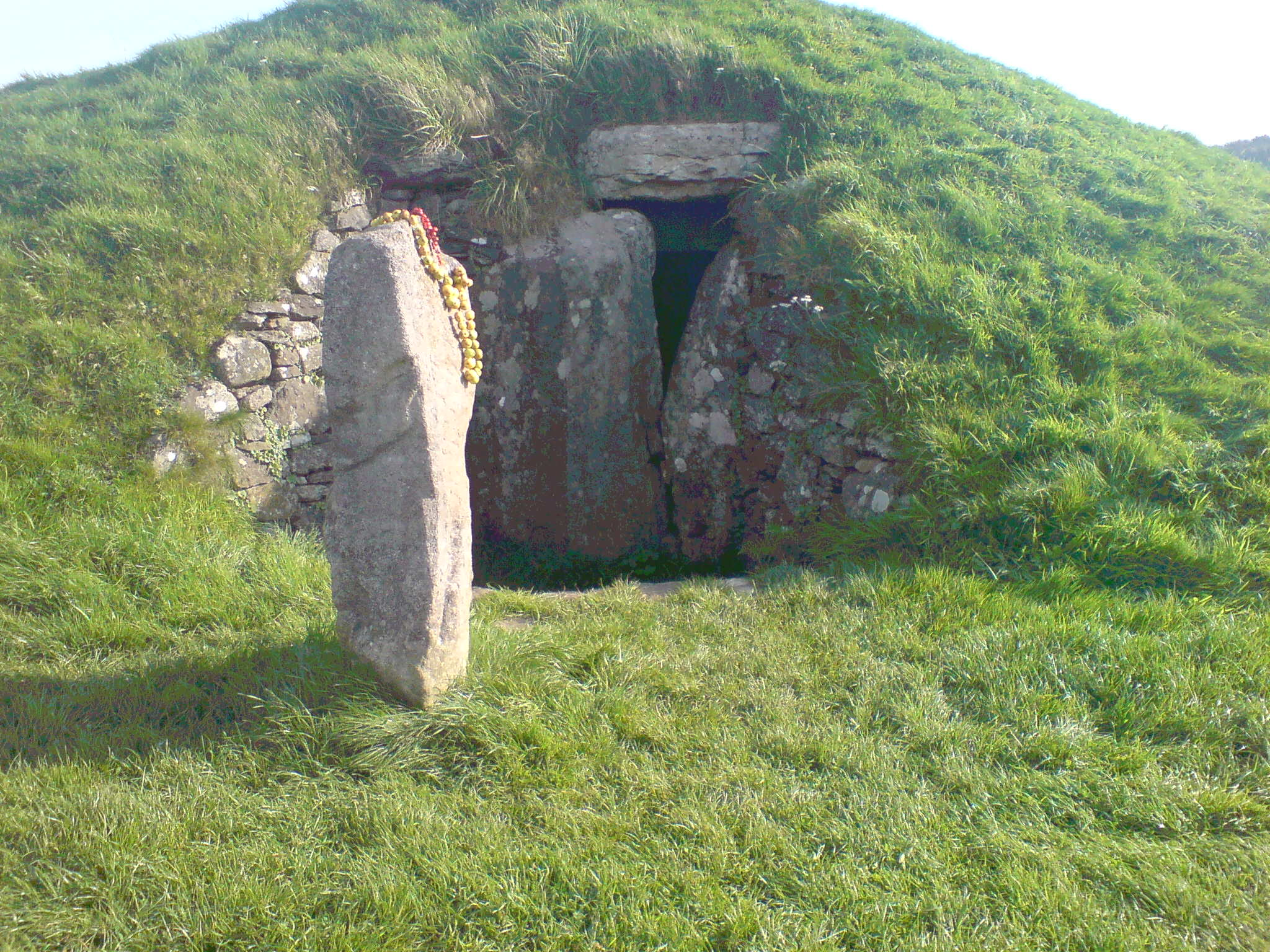
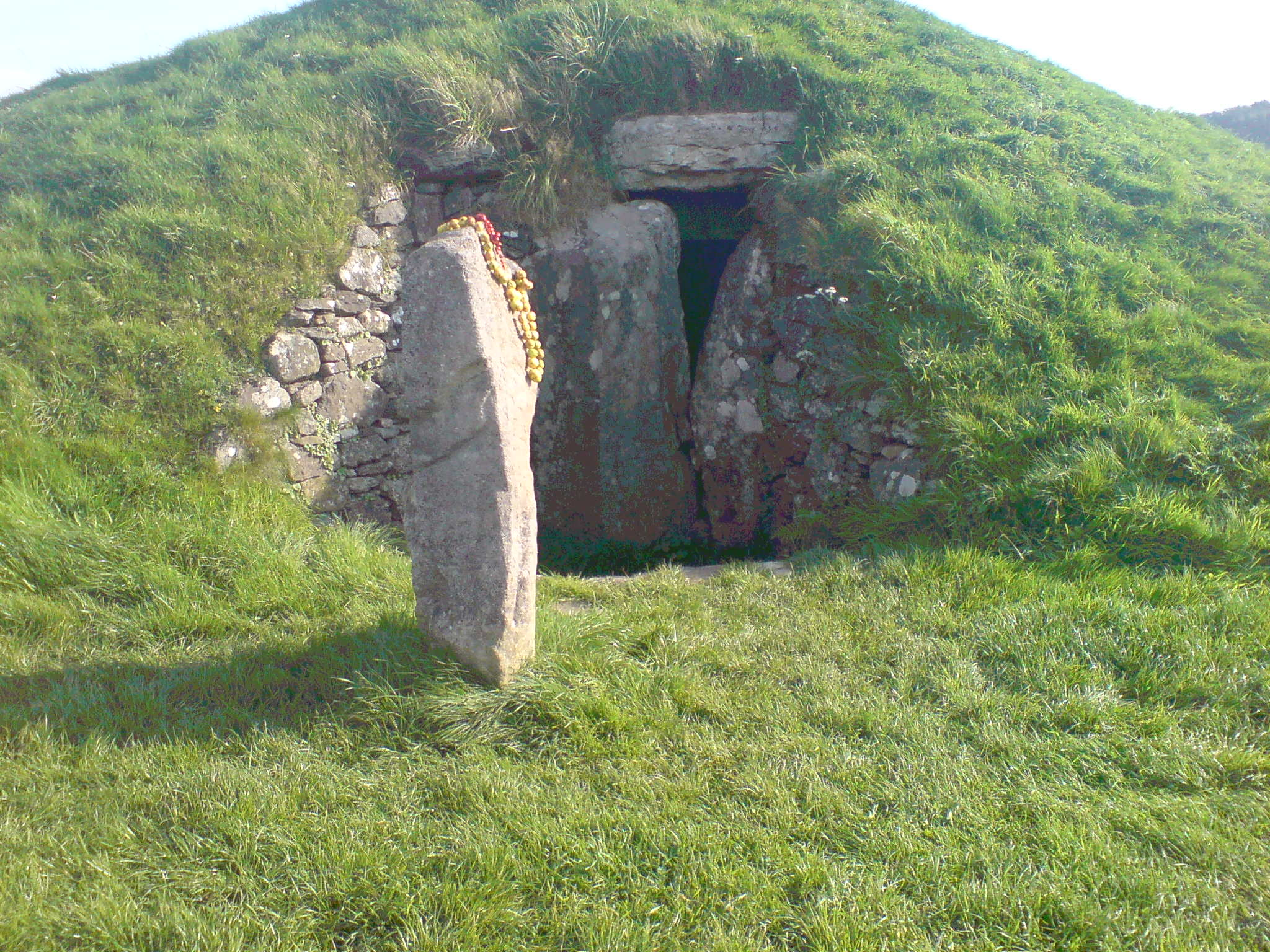
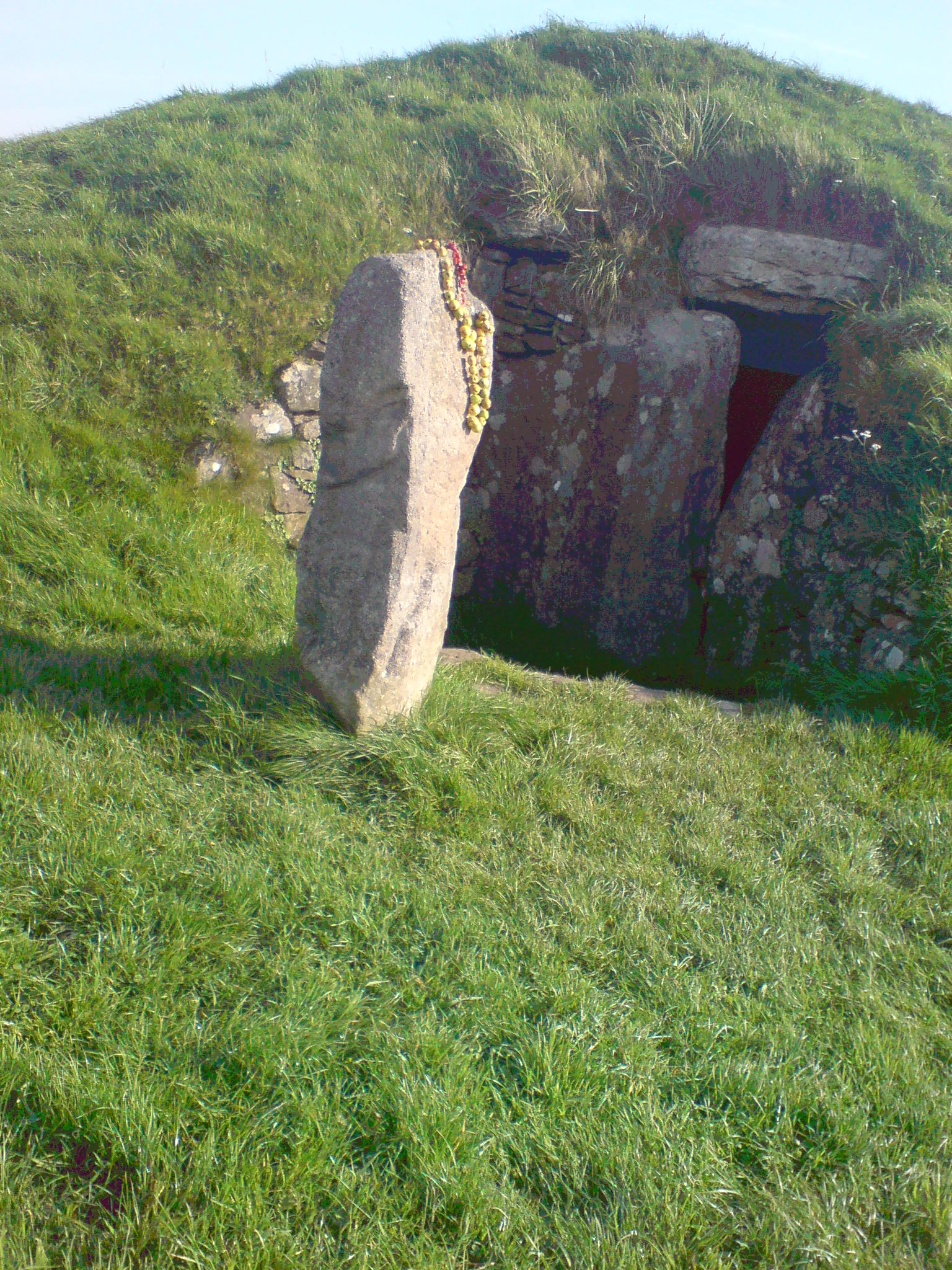
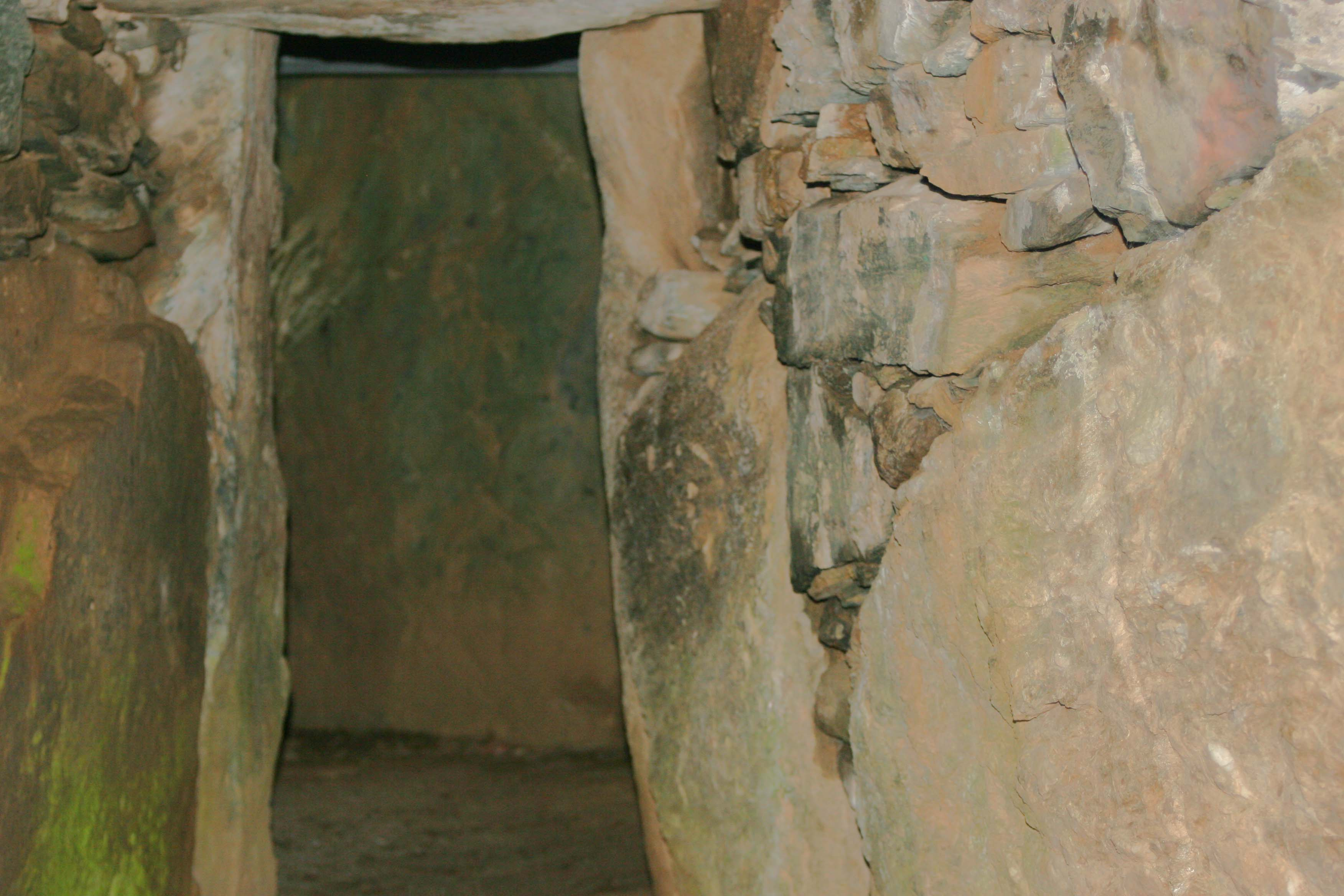

## Видеоматериалы
Видеоролик с компьютерной реконструкцией Брин-Келли-Ди.